# Società Sportiva Lazio 1931-1932
Questa voce raccoglie le informazioni riguardanti la Società Sportiva Lazio nelle competizioni ufficiali della stagione 1931-1932.

## Stagione
Nella stagione 1931-1932 la squadra ha partecipato al campionato di Serie A classificandosi al tredicesimo posto con 27 punti, a pari merito con la Triestina e la Pro Vercelli.

## Organigramma societario
Area direttiva
- Presidente: Remo Zenobi

Area tecnica
- Allenatore: Amílcar[1]

## Rosa
| N. |                    | Ruolo | Calciatore             |
| -- | ------------------ | ----- | ---------------------- |
|    | Italia (bandiera)  | P     | Tullio Bonadeo         |
|    | Italia (bandiera)  | P     | Francesco Bonerandi    |
|    | Italia (bandiera)  | P     | Mario Pietrosanti      |
|    | Italia (bandiera)  | P     | Ezio Sclavi (capitano) |
|    | Italia (bandiera)  | D     | Dino Canestri          |
|    | Brasile (bandiera) | D     | Armando Del Debbio     |
|    | Italia (bandiera)  | D     | Floro Laroma Iezzi     |
|    | Italia (bandiera)  | D     | Augusto Mattei II      |
|    | Brasile (bandiera) | D     | Pedro Rizzetti         |
|    | Brasile (bandiera) | D     | Enzio Enrique Serafini |
|    | Italia (bandiera)  | D     | Donato Spagnoletti     |
|    | Italia (bandiera)  | D     | Orlando Tognotti       |
|    | Brasile (bandiera) | C     | Amílcar                |
|    | Italia (bandiera)  | C     | Manrico Berti          |
|    | Brasile (bandiera) | C     | José Castelli          |
|    | Brasile (bandiera) | C     | Octavio Fantoni II     |
|    | Italia (bandiera)  | C     | Marino Furlani         |

| N. |                    | Ruolo | Calciatore            |
| -- | ------------------ | ----- | --------------------- |
|    | Italia (bandiera)  | C     | Mario Malatesta       |
|    | Italia (bandiera)  | C     | Walter Marcacci       |
|    | Italia (bandiera)  | C     | Odoacre Pardini       |
|    | Italia (bandiera)  | A     | Carlo Sabatini        |
|    | Italia (bandiera)  | C     | Aldo Spivach          |
|    | Italia (bandiera)  | C     | Mario Tonali          |
|    | Italia (bandiera)  | A     | Mario Campilli        |
|    | Italia (bandiera)  | A     | Carlo Cevenini V      |
|    | Italia (bandiera)  | A     | Alejandro Demaría ()  |
|    | Brasile (bandiera) | A     | João Fantoni I        |
|    | Italia (bandiera)  | A     | Giuseppe Frank        |
|    | Italia (bandiera)  | A     | Anfilogino Guarisi () |
|    | Italia (bandiera)  | A     | Aldo Mattei III       |
|    | Italia (bandiera)  | A     | Nicolò Nicolosi       |
|    | Italia (bandiera)  | A     | Angelo Pomponi        |
|    | Brasile (bandiera) | A     | André Emanuel Tedesco |

## Calciomercato
| Acquisti | Acquisti               | Acquisti         | Acquisti   |
| R.       | Nome                   | da               | Modalità   |
| -------- | ---------------------- | ---------------- | ---------- |
| P        | Francesco Bonerandi    | Forza e Coraggio | definitivo |
| P        | Mario Pietrosanti      | Frascati         | definitivo |
| D        | Armando Del Debbio     | Corinthians      | definitivo |
| D        | Pedro Rizzetti         | Palmeiras        | definitivo |
| D        | Enzio Enrique Serafini | Palmeiras        | definitivo |
| C        | Amílcar                | Palmeiras        | definitivo |
| C        | Manrico Berti          | Rieti            | definitivo |
| C        | José Castelli          | Corinthians      | definitivo |
| A        | Alejandro Demaría      | Corinthians      | definitivo |
| A        | Anfilogino Guarisi     | Corinthians      | definitivo |
| A        | André Emanuel Tedesco  | Santos           | definitivo |

| Cessioni | Cessioni           | Cessioni | Cessioni   |
| R.       | Nome               | a        | Modalità   |
| -------- | ------------------ | -------- | ---------- |
| D        | Alberto Pizzetti   | Sora     | definitivo |
| D        | Renato Bottacini   | Rovigo   | definitivo |
| D        | Alfredo Foni       | Padova   | definitivo |
| C        | Leopoldo Caimmi    | Atalanta | definitivo |
| C        | Gino Lamon I       | Siena    | definitivo |
| A        | Riccardo Okely III | Siena    | definitivo |
| A        | Pietro Pastore     | Milan    | definitivo |
| A        | Giovanni Zanni     | Foligno  | definitivo |
| A        | Luigi Ziroli       | Palermo  | definitivo |

## Risultati

### Serie A

#### Girone di andata
| Arbitro: | Turbiani (Ferrara) |

|                        |           |             |
| Rossetti 28’, 47’, 71’ | Marcatori | 30’ Tedesco |

| Roma 27 settembre 1931 2ª giornata | Lazio         | 0 – 0 referto | Milan | Stadio del PNF\| Arbitro: \| Dani (Genova) \| |
| Arbitro:                           | Dani (Genova) |               |       |                                               |

| Arbitro: | Dall'Era (Brescia) |

|                                                     |           |              |
| Sansone 20’ Schiavio 45’, 55’ Fedullo 49’ Maini 73’ | Marcatori | 65’ Castelli |

| Arbitro: | Mastellari (Bologna) |

|            |           |                          |
| Guarisi 8’ | Marcatori | 44’ Cazzaniga 63’ Stella |

| Arbitro: | Gonani (Ravenna) |

|  |           |              |
|  | Marcatori | 68’ Castelli |

| Arbitro: | Gama (Milano) |

|  |           |                          |
|  | Marcatori | 45’ Mihalich 79’ Tansini |

| Arbitro: | Scorzoni (Bologna) |

|                  |           |  |
| Petrone 26’, 78’ | Marcatori |  |

| Arbitro: | Mastellari (Bologna) |

|                                     |           |  |
| Fantoni II 59’ Colombani 70’ (aut.) | Marcatori |  |

| Roma 22 novembre 1931 9ª giornata | Lazio            | 0 – 0 referto | Genova 1893 | Stadio del PNF\| Arbitro: \| Carraro (Padova) \| |
| Arbitro:                          | Carraro (Padova) |               |             |                                                  |

| Arbitro: | Lenti (Genova) |

|                   |           |             |
| Marchina 35’, 78’ | Marcatori | 28’ Demaría |

| Arbitro: | Dani (Genova) |

|                      |           |  |
| Volk 46’ Eusebio 54’ | Marcatori |  |

| Arbitro: | Guarnieri (Milano) |

|                                      |           |                           |
| Ballerio 37’ (aut.) Guarisi 60’, 86’ | Marcatori | 46’ Scategni 55’ Bisigato |

| Arbitro: | Dani (Genova) |

|                 |           |                         |
| Orsi 33’ (rig.) | Marcatori | 6’ Fantoni I 7’ Spivach |

| Arbitro: | Gonani (Ravenna) |

|                         |           |  |
| Demaría 51’ Guarisi 87’ | Marcatori |  |

| Arbitro: | Turbiani (Ferrara) |

|                  |           |  |
| Scarone 14’, 33’ | Marcatori |  |

| Arbitro: | Ciamberlini (Genova) |

|                                                        |           |  |
| Demaría 38’ Fantoni I 39’ Guarisi 59’, 82’, 88’ (rig.) | Marcatori |  |

| Arbitro: | Bertoli (Vicenza) |

|                                 |           |             |
| Lombatti 43’ Carnevali 52’, 56’ | Marcatori | 3’ Castelli |

#### Girone di ritorno
| Arbitro: | Mastellari (Bologna) |

|                                   |           |  |
| Del Debbio 61’ (rig.) Guarisi 88’ | Marcatori |  |

| Arbitro: | Scorzoni (Bologna) |

|                            |           |  |
| Moretti 23’ Arcari III 73’ | Marcatori |  |

| Arbitro: | Guarnieri (Milano) |

|                         |           |             |
| Demaría 28’ Guarisi 76’ | Marcatori | 56’ Sansone |

| Arbitro: | Carraro (Padova) |

|             |           |             |
| Dalfini 12’ | Marcatori | 33’ Demaría |

| Arbitro: | Carletti (Ancona) |

|                       |           |                                       |
| Del Debbio 14’ (rig.) | Marcatori | 28’ Leporati 30’ Celoria 63’ Demarchi |

| Napoli 13 marzo 1932 23ª giornata | Napoli         | 0 – 0 referto | Lazio | Stadio Giorgio Ascarelli\| Arbitro: \| Lenti (Genova) \| |
| Arbitro:                          | Lenti (Genova) |               |       |                                                          |

| Arbitro: | Scarpi (Dolo) |

|                |           |  |
| Fantoni II 17’ | Marcatori |  |

| Arbitro: | Mattea (Torino) |

|                                 |           |                             |
| Tommasi 18’, 85’ De Manzano 57’ | Marcatori | 67’ Fantoni I 73’ Malatesta |

| Arbitro: | Carraro (Padova) |

|            |           |  |
| Spósito 3’ | Marcatori |  |

| Arbitro: | Gonani (Ravenna) |

|                           |           |                           |
| Demaría 24’ Fantoni I 28’ | Marcatori | 79’ Cattaneo 81’ Marchina |

| Arbitro: | Rovida (Milano) |

|               |           |                                               |
| Fantoni I 31’ | Marcatori | 4’ Chini Ludueña 42’ Volk 58’, 65’ Costantino |

| Arbitro: | Lenti (Genova) |

|                       |           |  |
| Del Debbio 50’ (aut.) | Marcatori |  |

| Arbitro: | Carraro (Padova) |

|  |           |                                |
|  | Marcatori | 29’, 83’ Cesarini 49’ Munerati |

| Arbitro: | Beretta (Novi Ligure) |

|                |           |  |
| Frisoni II 80’ | Marcatori |  |

| Arbitro: | Scorzoni (Bologna) |

|                           |           |                 |
| Fantoni I 40’ Demaría 90’ | Marcatori | 10’, 72’ Meazza |

| Arbitro: | Lenti (Genova) |

|                            |           |                  |
| Piola 24’ Santagostino 80’ | Marcatori | 67’, 86’ Demaría |

| Arbitro: | Rovida (Milano) |

|                                                                             |           |               |
| Demaría 24’ Fantoni I 25’, 37’, 49’, 67’ Guarisi 29’, 45’, 78’ Castelli 65’ | Marcatori | 46’ Barbolini |

## Statistiche

### Statistiche di squadra
| Competizione  | Punti | In casa | In casa | In casa | In casa | In casa | In casa | In trasferta | In trasferta | In trasferta | In trasferta | In trasferta | In trasferta | Totale | Totale | Totale | Totale | Totale | Totale | DR |
| Competizione  | Punti | G       | V       | N       | P       | Gf      | Gs      | G            | V            | N            | P            | Gf           | Gs           | G      | V      | N      | P      | Gf     | Gs     | DR |
| ------------- | ----- | ------- | ------- | ------- | ------- | ------- | ------- | ------------ | ------------ | ------------ | ------------ | ------------ | ------------ | ------ | ------ | ------ | ------ | ------ | ------ | -- |
| Serie A       | 27    | 17      | 8       | 4       | 5       | 33      | 22      | 17           | 2            | 3            | 12           | 12           | 31           | 34     | 10     | 7      | 17     | 45     | 53     | -8 |
| Coppa Fornari |       | 0       | 0       | 0       | 0       | 0       | 0       | 1            | 1            | 0            | 0            | 3            | 0            | 1      | 1      | 0      | 0      | 3      | 0      | +3 |
| Totale        |       | 17      | 8       | 4       | 5       | 33      | 22      | 18           | 3            | 3            | 12           | 15           | 31           | 35     | 11     | 7      | 17     | 48     | 53     | -5 |

### Statistiche dei giocatori
Nel conteggio delle reti realizzate si aggiungano due autoreti a favore.
| Giocatore       | Serie A  | Serie A | Coppa Fornari | Coppa Fornari | Totale   | Totale |
| Giocatore       | Presenze | Reti    | Presenze      | Reti          | Presenze | Reti   |
| --------------- | -------- | ------- | ------------- | ------------- | -------- | ------ |
| Amílcar         | 1        | 0       | -             | -             | 1        | 0      |
| T. Bonadeo      | 2        | -5      | -             | -             | 2        | -5     |
| D. Canestri     | -        | -       | -             | -             | -        | -      |
| J. Castelli     | 28       | 4       | 1             | 0             | 29       | 4      |
| C. Cevenini V   | 3        | 0       | -             | -             | 3        | 0      |
| A. Del Debbio   | 31       | 2       | 1             | 0             | 32       | 2      |
| A. Demaría      | 31       | 10      | 1             | 0             | 32       | 10     |
| J. Fantoni I    | 31       | 10      | 1             | 2             | 32       | 12     |
| O. Fantoni II   | 28       | 2       | 1             | 0             | 29       | 2      |
| M. Furlani      | 24       | 0       | 1             | 0             | 25       | 0      |
| A. Guarisi      | 32       | 12      | 1             | 0             | 33       | 12     |
| F. Laroma Iezzi | 2        | 0       | -             | -             | 2        | 0      |
| M. Malatesta    | 27       | 1       | 1             | 1             | 28       | 2      |
| A. Mattei II    | 29       | 0       | 1             | 0             | 30       | 0      |
| A. Mattei III   | 3        | 0       | -             | -             | 3        | 0      |
| N. Nicolosi     | -        | -       | -             | -             | -        | -      |
| O. Pardini      | 8        | 0       | 1             | 0             | 9        | 0      |
| P. Rizzetti     | 28       | 0       | -             | -             | 28       | 0      |
| E. Sclavi       | 32       | -48     | 1             | 0             | 33       | -48    |
| E.E. Serafini   | 14       | 0       | -             | -             | 14       | 0      |
| A. Spivach      | 8        | 1       | -             | -             | 8        | 1      |
| A.E. Tedesco    | 6        | 1       | -             | -             | 6        | 1      |
| O. Tognotti     | 6        | 0       | -             | -             | 6        | 0      |

## Riserve
La squadra riserve della Lazio ha disputato nella stagione 1931-1932 il campionato di Seconda Divisione e il Campionato di Terza Divisione.

### Rosa
| N. |                    | Ruolo | Calciatore             |
| -- | ------------------ | ----- | ---------------------- |
|    | Italia (bandiera)  | P     | Tullio Bonadeo         |
|    | Italia (bandiera)  | P     | Aldo Cerroni           |
|    | Italia (bandiera)  | P     | Nicolò Narbone I       |
|    | Italia (bandiera)  | P     | Peroni                 |
|    | Italia (bandiera)  | P     | Mario Pietrosanti      |
|    | Italia (bandiera)  | P     | Lamberto Poggi         |
|    | Italia (bandiera)  | D     | Dino Canestri          |
|    | Italia (bandiera)  | D     | Wolfango Dominici      |
|    | Italia (bandiera)  | D     | Floro Laroma Iezzi     |
|    | Italia (bandiera)  | D     | Mario Malatesta        |
|    | Italia (bandiera)  | D     | Walter Marcacci        |
|    | Italia (bandiera)  | D     | Giuseppe Narbone II    |
|    | Brasile (bandiera) | D     | Enzio Enrique Serafini |
|    | Italia (bandiera)  | D     | Donato Spagnoletti     |
|    | Italia (bandiera)  | D     | Bruno Strappini        |
|    | Italia (bandiera)  | C     | Umberto Agamennone     |
|    | Italia (bandiera)  | C     | Carlo Alimenti         |
|    | Italia (bandiera)  | C     | Marino Furlani         |
|    | Italia (bandiera)  | C     | Francesco Gabriotti    |
|    | Italia (bandiera)  | C     | Lombardi II            |

| N. |                    | Ruolo | Calciatore            |
| -- | ------------------ | ----- | --------------------- |
|    | Italia (bandiera)  | C     | Maurizio Marini       |
|    | Italia (bandiera)  | C     | Giancarlo Nale        |
|    | Italia (bandiera)  | C     | Odoacre Pardini       |
|    | Italia (bandiera)  | C     | Renato Piacentini     |
|    | Italia (bandiera)  | C     | Carlo Sabatini        |
|    | Italia (bandiera)  | C     | Aldo Spivach          |
|    | Italia (bandiera)  | C     | Giovanni Stracuzzi    |
|    | Italia (bandiera)  | C     | Orlando Tognotti      |
|    | Italia (bandiera)  | C     | Mario Tonali          |
|    | Italia (bandiera)  | A     | Mario Campilli        |
|    | Italia (bandiera)  | A     | Carlo Cevenini V      |
|    | Italia (bandiera)  | A     | Alejandro Demaría ()  |
|    | Italia (bandiera)  | A     | Giuseppe Frank        |
|    | Italia (bandiera)  | A     | Rolando Leppe         |
|    | Italia (bandiera)  | A     | Aldo Mattei III       |
|    | Italia (bandiera)  | A     | Nicolò Nicolosi       |
|    | Italia (bandiera)  | A     | Angelo Pomponi        |
|    | Italia (bandiera)  | A     | Salvatore Portelli    |
|    | Brasile (bandiera) | A     | André Emanuel Tedesco |